# Фридрих III (Саксония)
Вижте пояснителната страница за други личности с името Фридрих III.
Фридрих III Мъдри“ (на немски: Friedrich III; Friedrich der Weise; * 17 януари 1463, дворец Хартенфелс, Торгау; † 5 май 1525, Лохау) от род Ернестински Ветини, е от 1486 г. до смъртта си 9-и курфюрст на Саксония. Той помага на Мартин Лутер.

## Произход
Фридрих е най-големият син на курфюрст Ернст от Саксония (1441 – 1486) и съпругата му Елизабет Баварска (1443 – 1484), дъщеря на баварския херцог Албрехт III.

## Управление
Фридрих наследява през 1486 г., на 23-годишна възраст, баща си и управлява Херцогство Саксония-Витенберг и Курфюрство Саксония заедно с брат си Йохан Твърди. Той има доходи от саксонските железни и сребърни мини и от множество места за сечене на монети.
През 1493 г. Фридрих става в Йерусалим рицар на Ордена на Светия гроб. Той има за своето време третата най-голяма сбирка от реликви от Светите земи. През 1502 г. основава университет във Витенберг.
През 1519 г., след смъртта на Максимилиян, курфюрстите предлагат на Фридрих императорската корона, но той не се чувства достатъчно силен за това и отказва. Това допринася за избирането на внука на Максимилиан, Карл Испански, който му се отплаща с неблагодарност.
През 1521 г. Фридрих дава убежище в замък Вартбург на осъдения Мартин Лутер от Вормския едикт, но през управлението си нито веднъж не го приема лично.
Фридрих не е женен, но има с неаристократичната Анна Велер няколко деца. Той защитава селяните. Едва на смъртното си легло взема последното си причастие по протестантски начин.
Той е наследен от брат му Йохан Твърди.